# Baía do Marajó
A baía do Marajó, também conhecida como golfão Marajoara, golfão da Amazônia ou golfão Amazônico é uma reentrância da costa litorânea brasileira localizada no estado do Pará. Ela é o receptáculo das águas do canal-paraná rio Pará, da bacia do Tocantins, bem como das águas da baía do Guajará, além de ser a fronteira aquática leste tanto da ilha do Marajó quanto do arquipélago do Marajó.
Esta baía é localizada na transição entre o rio Pará, o rio Tocantins e o mar (estuário), compreendendo toda porção leste e sudeste da ilha do Marajó.
Compreende toda massa d'água entre a Ponta de Piraquembaua (na ilha de Cajutuba), no leste e, a Ponta do Amoroso (ou Cabo do Maguari ou Cabo Maguarinho) que fica na ilha do Marajó, no oeste. Seu limite ao sul fica na altura da ilha Sirituba.

## Galeria

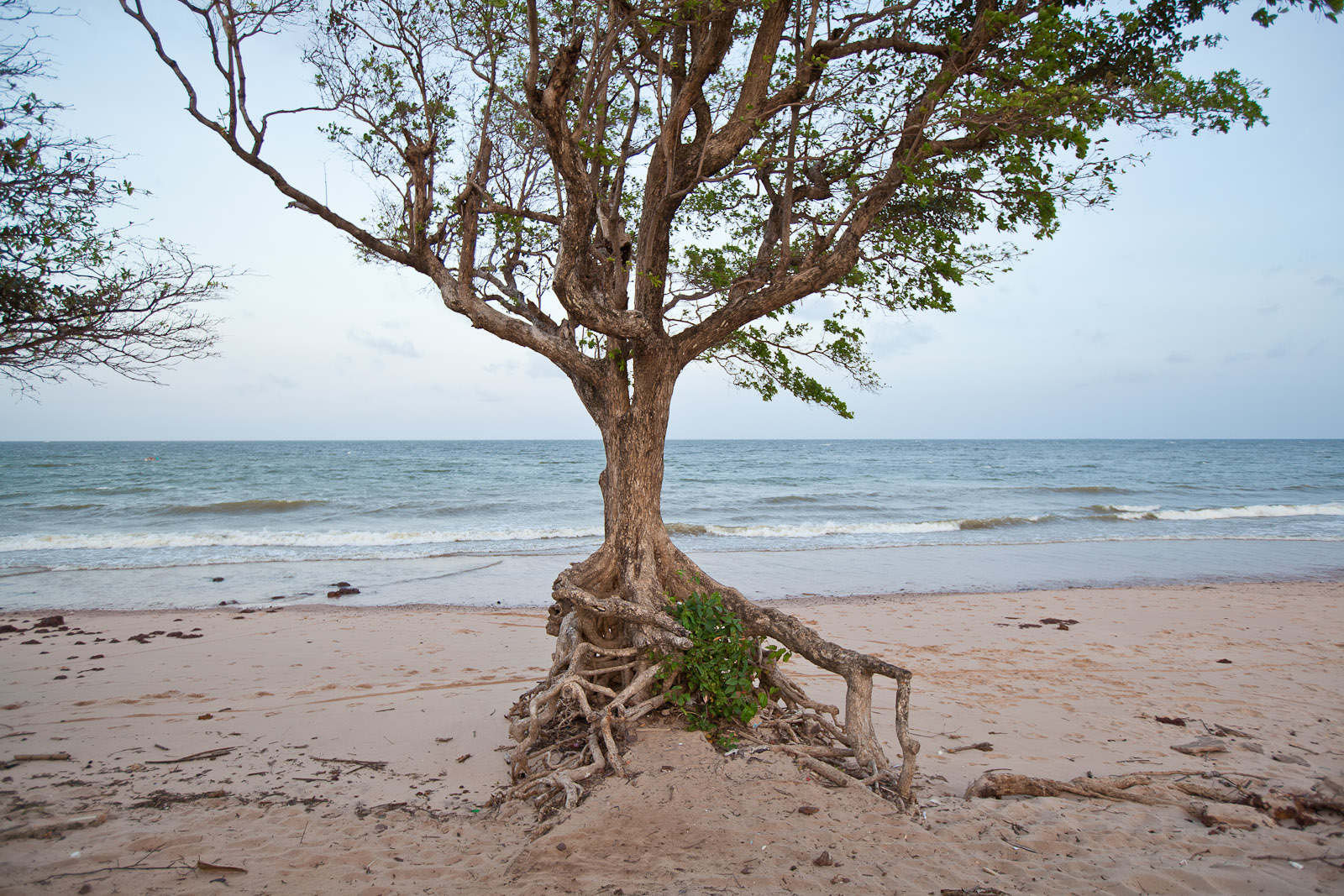
Baía do Marajó vista a partir do município de Soure.
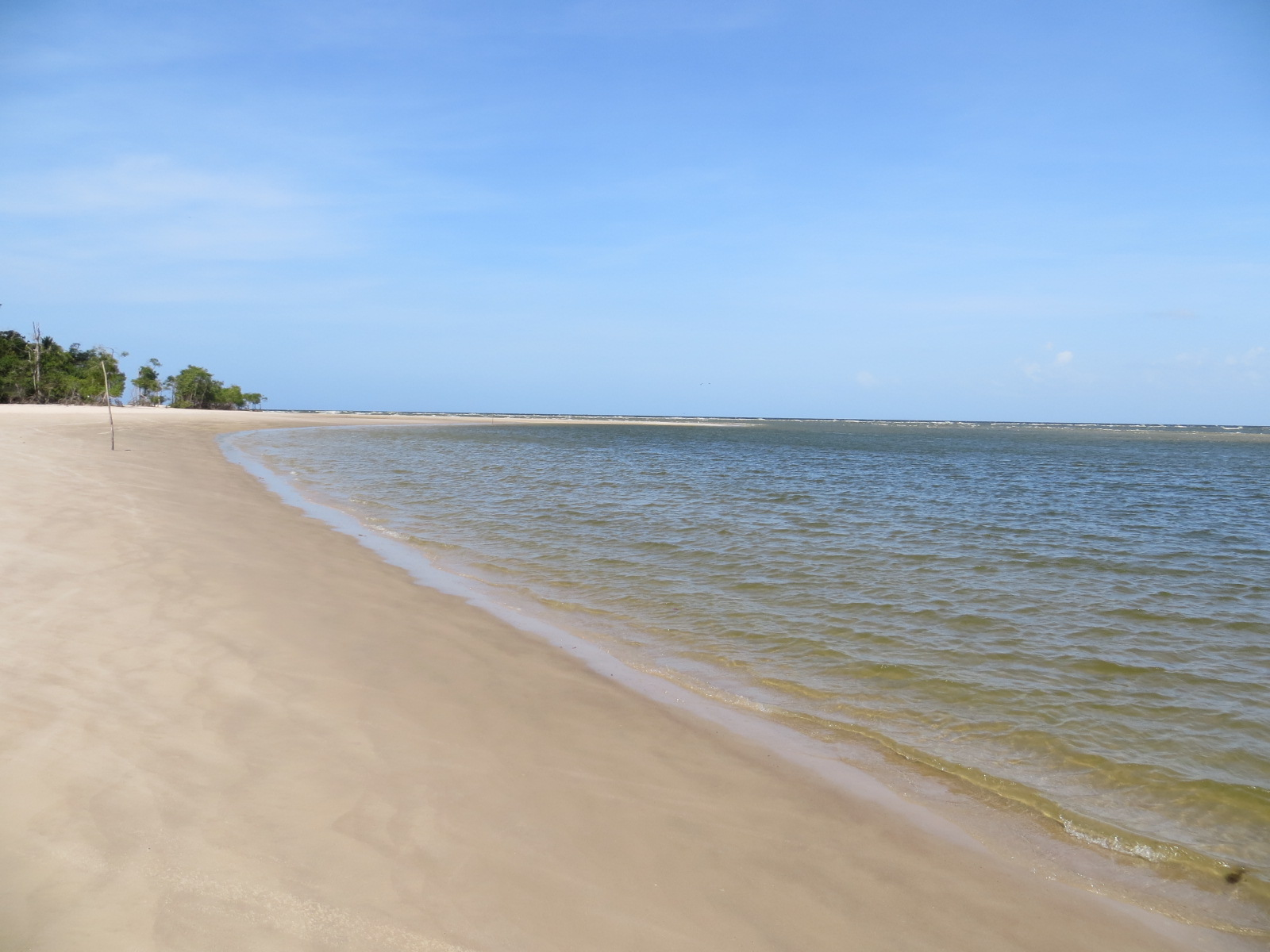
Baia do Marajó.
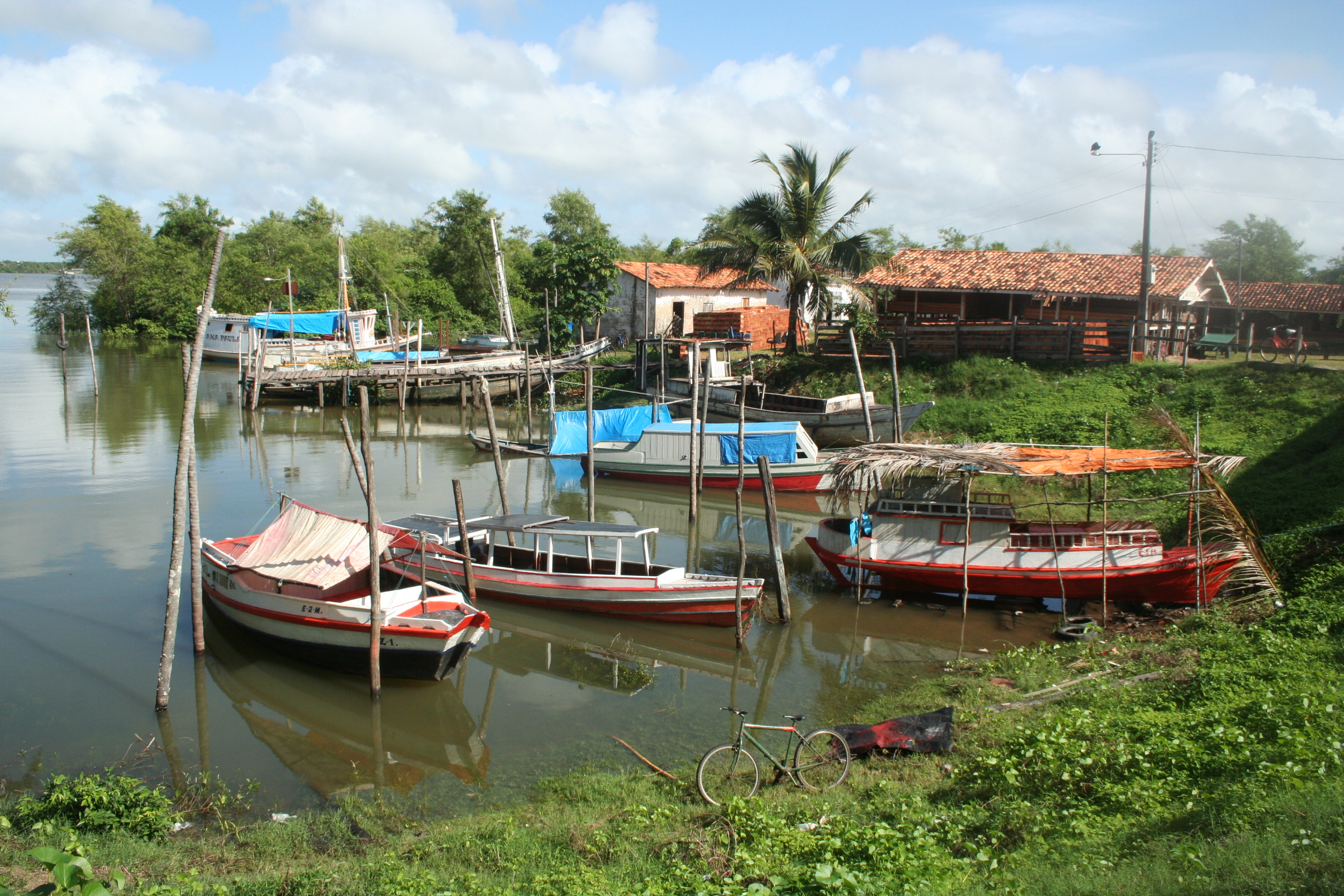
Localidade no município de Soure banhada pelas águas da baía do Marajó
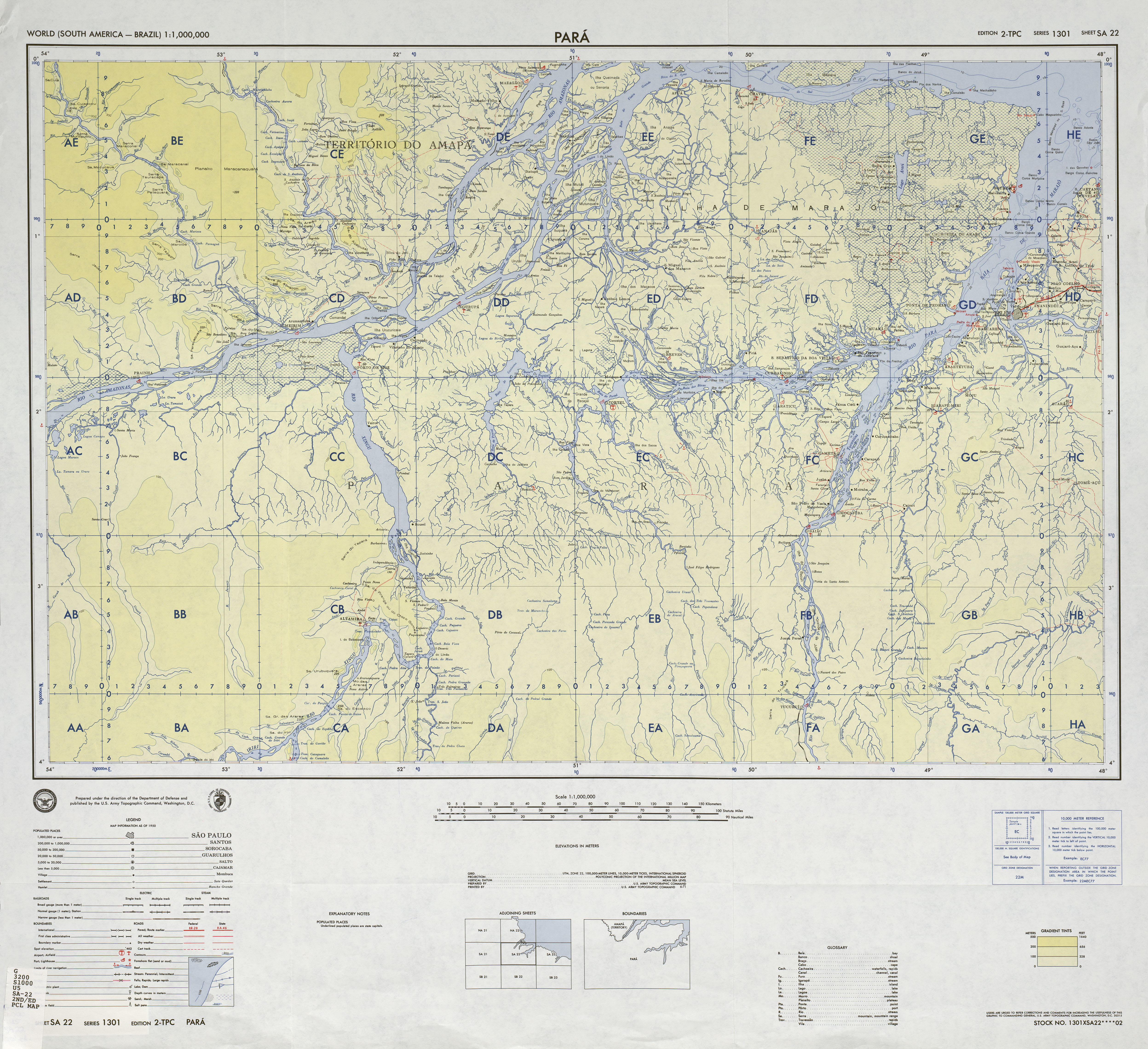
Detalhe da Ilha de Marajó
Foz do Tocantins na baía de Marajó.